# Aeródromo El Buitre
El Aeródromo El Buitre (OACI: SCAE) es un terminal aéreo ubicado cerca de Arica, en la provincia de Arica, región de Arica y Parinacota, Chile. Es de propiedad militar.